# Chitose (Hokkaido)

Bandeira da cidade

Chitose (千歳市 Chitose-shi) é uma cidade japonesa localizada na subprovíncia de Ishikari, na província de Hokkaido. Recebeu o estatuto de cidade a 1 de Julho de 1958. Em 2003 a cidade tinha uma população estimada em 90 231 habitantes e uma densidade populacional de 151,66 h/km². Tem uma área total de 594,95 km². Situa-se em Chitose o Novo Aeroporto de Chitose, o qual serve a cidade de Sapporo.

## Economia
A companhia aérea Hokkaido Air System, uma subsidiária da Japan Airlines, tem sede no aeroporto de Chitose.

## Cidades-irmãs
- Anchorage, EUA
- Ibusuki, Japão
- Kongsberg, Noruega
- Changchun, China